# John Shaw (scacchista)
John K. Shaw (16 ottobre 1968) è uno scacchista scozzese grande maestro.
È stato tre volte campione scozzese nel 1995, 1998 e 2000.
Dal 1994 al 2004 ha rappresentato la Scozia in dieci edizioni delle Olimpiadi degli scacchi, ottenendo complessivamente il 55% dei punti.
Ha vinto due volte la Four Nations Chess League, la massima serie del campionato a squadre della Gran Bretagna, con la squadra della città di Guildford nel 2007 e nel 2008.

## Biografia
Assieme a Jacob Aagaard e Ari Ziegler, nel 2004 ha fondato a Glasgow la casa editrice Quality Chess, specializzata in manuali e testi scacchistici.

## Opere
Ha scritto alcuni libri di scacchi, tra i quali:
- (EN) Starting Out: The Queen’s Gambit, Everyman Chess, 2002.
- (EN) Starting Out: The Ruy Lopez, Everyman Chess, 2003.
- (EN) John Shaw e Jacob Aagaard, Experts vs. the Sicilian, Quality Chess, 2005.
- (EN) The King’s Gambit, Quality Chess, 2013.